# Hannelore Gray

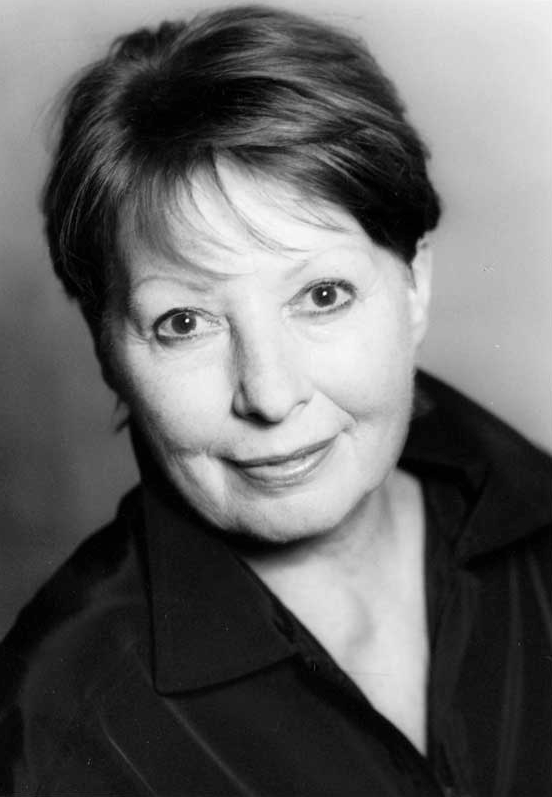
Hannelore Gray

Hannelore Gray (* 1945) ist eine deutsche  Schauspielerin, Tänzerin, Sängerin sowie Autorin, Texterin, Choreographin und  Regisseurin.

## Leben
Gray absolvierte eine klassische Tanzausbildung an der Bayerischen Staatsoper München und eine Musical- und Schauspielausbildung beim  The Actors Studio. Außerdem studierte sie Gesang in München bei Lee Lingemann und Jean Stawski. 1986 gründete sie die Theatergruppe Das kleine Ensemble.

## Theater
- Stadttheater St. Gallen
- Landestheater Salzburg
- Theater des Westens, Berlin
- Opernhaus Zürich
- Bayerisches Staatsschauspiel, München
- Landestheater Linz
- Theater Lübeck
- Komödie im Bayerischen Hof, München
- Staatstheater am Gärtnerplatz, München
- Kammerspiele Hamburg

## Fernsehen
- 1971: Ich träume von Millionen (Fernsehfilm)
- 1972: Was wissen Sie von Titipu
- 1974: Tatort: Playback oder die Show geht weiter
- 1981: Tatort: Im Fadenkreuz
- 1997: Solo für Sudmann (Fernsehserie, eine Folge)
- Gute Laune mit Musik
- Musik extra 3 (Personalityshow)
- Stadt ohne Sheriff
- Ball im Savoy
- Verkehrsgericht